# KK Amfora Makarska
KK Amfora je košarkaški klub iz Makarske. Trenutno se natječe u B-1 ligi.
Neka od poznatijih imena koji su igrali za Amforu:
- Nenad Videka

## Poveznice
- crosarka.com, Predstavljamo: KK Amfora Makarska, objavljeno 16. travnja 2018.  Arhivirana inačica izvorne stranice od 11. kolovoza 2018. (Wayback Machine)